# Stenaoplus albicoelus
Stenaoplus albicoelus är en stekelart som beskrevs av Heinrich 1968. Stenaoplus albicoelus ingår i släktet Stenaoplus och familjen brokparasitsteklar. Inga underarter finns listade i Catalogue of Life.